# (19117) 1981 EL41
A (19117) 1981 EL41 a Naprendszer kisbolygóövében található aszteroida. Schelte J. Bus fedezte fel 1981. március 2-án.